# Ritardo semplice di linguaggio
Il ritardo semplice di linguaggio è l'assenza o il ritardo di acquisizione della verbalità espressiva in termini globali o in uno degli aspetti parziali fonematici, lessicali e/o morfosintattici, mentre tutte le altre abilità comunicative e non comunicative non sono compromesse.
Solitamente si ha risoluzione spontanea entro i 5-8 anni di età, l'assenza di espressioni verbali è compatibile con un recupero solo fino a 4 anni di età.

## Classificazione
Esistono tre tipi di ritardo: 
- fonologico: forma più lieve, l'organizzazione della frase è corretta, il patrimonio è adeguato all'età, è compromesso il parametro fonologico, la produzione verbale è comprensibile;
- morfologico: indica una compromissione dal punto di vista fonologico e dello sviluppo semantico-lessicale, caratterizzata da omissioni, sostituzioni, assimilazioni di fonemi e alterata quantità sillabica di ogni parola;
- morfosintattico: oltre ai problemi sopra citati si aggiungono difficoltà nella costruzione della frase, tipiche della sindrome oligofrenica, un disturbo specifico del linguaggio.